# Corpul III Armată (1916-1918)
Corpul III Armată a fost o mare unitate de nivel operativ care s-a constituit la 27 august 1916, prin mobilizarea unităților existente la pace ale Corpului III Armată. Corpul a făcut parte din organica Armatei 2, în campania anului 1916 și Armatei 1, în campania anului 1917. La intrarea în război, Corpul III Armată a fost comandată de generalul de divizie Constantin Tănăsescu. Corpul III Armată a participat la acțiunile militare pe frontul românesc, pe toată perioada războiului, între 27 august 1916 - 11 noiembrie 1918. 

## Ordinea de bătaie la mobilizare

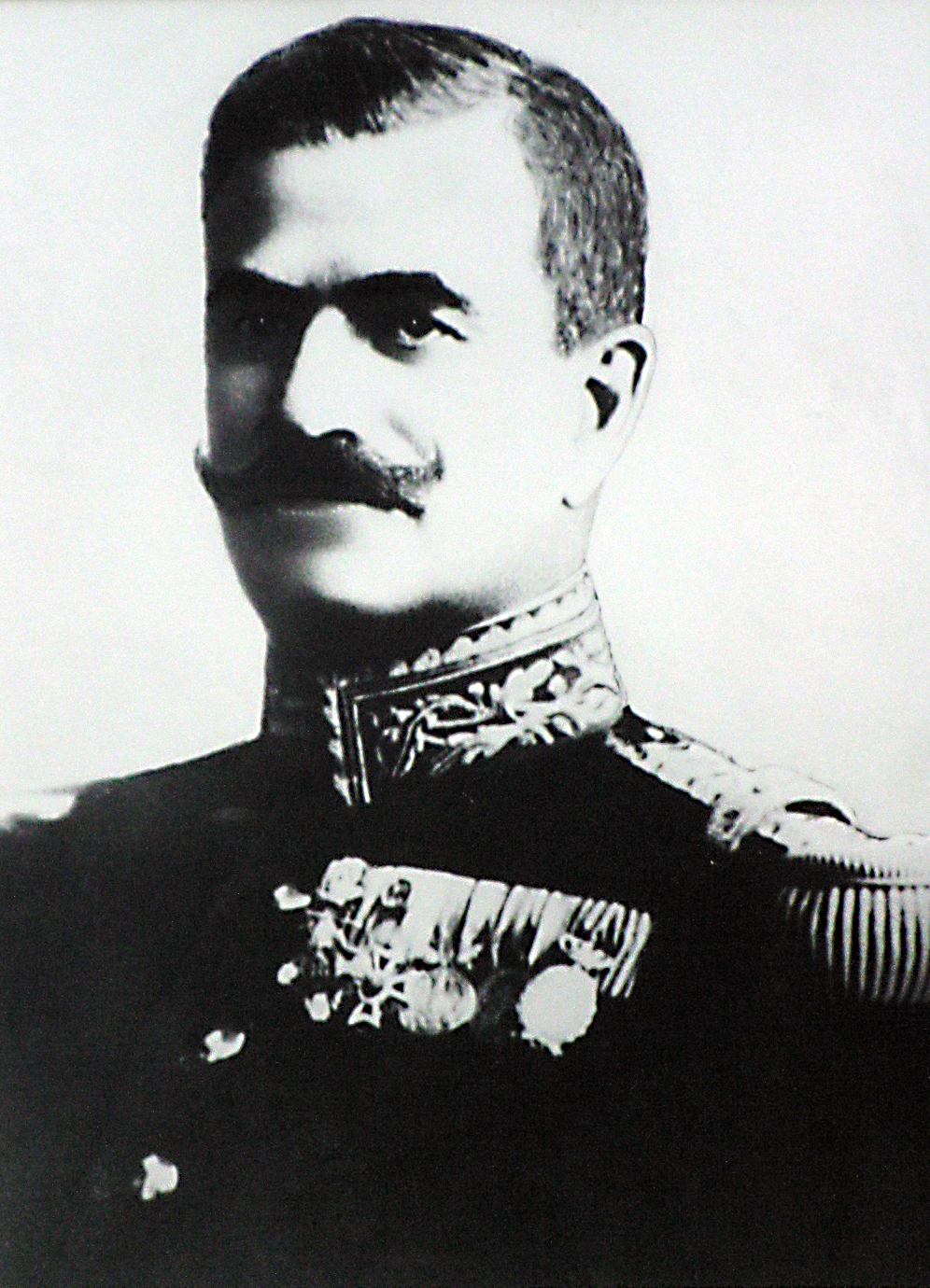
Generalul Constantin Iancovescu, comandantul Corpului III

La declararea mobilizării, la 27 august 1916, Corpul III Armată avea următoarea ordine de bătaie:

Corpul III Armată
- Cartierul General al Corpului III Armată
- Divizia 5 Infanterie

- Regimentul 3 Vânători
- Brigada 9 Infanterie

- Regimentul Prahova No. 7
- Regimentul Mircea No. 32

- Brigada 10 Infanterie

- Regimentul Buzău No. 8
- Regimentul Râmnicu Sărat No. 9

- Brigada 35 Infanterie

- Regimentul 50 Infanterie
- Regimentul 64 Infanterie

- Brigada 5 Artilerie

- Regimentul 7 Artilerie
- Regimentul 19 Artilerie

- Divizia 6 Infanterie

- Regimentul 7 Vânători
- Brigada 11 Infanterie

- Regimentul Putna No.10
- Regimentul 6 Tecuci No. 24

- Brigada 12 Infanterie

- Regimentul Siret No. 11
- Regimentul Cantemir No. 12

- Brigada 36 Infanterie

- Regimentul 51 Infanterie
- Regimentul 52 Infanterie

- Brigada 6 Artilerie

- Regimentul 11 Artilerie
- Regimentul 16 Artilerie

- Brigada 3 Călărași
- Serviciile Corpului III Armată

## Reorganizări pe perioada războiului
În anul 1917, Corpul III Armată s-a reorganizat în spatele frontului. Ordinea sa de bătaie era următoarea:

Corpul III Armată
- Cartierul General al Corpului III Armată
- Divizia 5 Infanterie
- Divizia 13 Infanterie
- Divizia 14 Infanterie

## Comandanți
Pe perioada desfășurării Primului Război Mondial, Corpul II Armată a avut următorii comandanți:
| Gradul             | Numele                | Perioada                           | Imagine |
| ------------------ | --------------------- | ---------------------------------- | ------- |
| General de divizie | Constantin Tănăsescu  | 15 august 1916 - 20 decembrie 1916 |         |
| General de brigadă | Constantin Iancovescu | 23 decembrie 1916 - 24 iulie 1917  |         |
| General de divizie | Aristide Razu         | 1 august 1917 - 2 septembrie 1917  |         |
| General de divizie | Paraschiv Vasilescu   | 2 septembrie 1916 - 9 iunie 1918   |         |
| General de divizie | Dumitru Stratilescu   | 9 iunie 1918 - 11 noiembrie 1918   |         |